# Psammotettix ornaticeps
Psammotettix ornaticeps är en insektsart som beskrevs av Géza Horváth 1897. Psammotettix ornaticeps ingår i släktet Psammotettix och familjen dvärgstritar. Inga underarter finns listade i Catalogue of Life.